# Židé v Bahrajnu
Židé v Bahrajnu tvoří jednu z nejstarších a nejmenších světových židovských komunit. Místní komunita má vlastní synagogu, židovský hřbitov a čítá okolo třiceti lidí.

## Raná historie
Židovská komunita v Bahrajnu je zmíněna jak v Talmudu tak v arabských textech již od časů proroka Mohameda.

## Moderní dějiny
Židovská komunita v Bahrajnu má přibližně padesát členů a má jako jediný stát v Perském zálivu synagogu. Židé patří mezi další komunity tvořící jádro liberální střední třídy a několik se jich angažuje v politice. Židovský obchodník Ebrahim Daúd Nunu, stejně jako jeho příbuzná Huda Ezra Nunu zasedá v horní komoře parlamentu a Ezra Daúd Nunu navíc předsedá výboru pro lidská práva, který vystupuje proti znovuzavedení trestu smrti v tomto království.
Mezi významné období moderní bahrajnské židovské komunity patří počátek 20. století, kdy do země imigrovali Židé z velké irácké židovské komunity v Bagdádu. Tvrdí se, že tato migrace přivedla do Bahrajnu více než 600 Židů, nicméně toto číslo pokleslo po založení Izraele a po šestidenní válce. V roce 1948 byly v Bahrajnu nepokoje, ale Huda Nunu pro noviny Independent prohlásil: „Nemyslím si, že to jsou Bahrajnci, kdo jsou za nepokoje zodpovědní. Zodpovědní jsou lidé ze zahraničí. Mnoho Bahrajnců se stará o Židy v jejich domovech.“ Tento názor podpořil Sir Charles Belgrave, bývalý politický poradce bahrajnské vlády – následný britský protektor – který ve svých pamětech napsal: „Vládnoucí arabové byli velmi šokováni ... většina z nich, pokud mohli, poskytli přístřeší a ochranu svým židovským sousedům ... (nepokoje) měly překvapivý efekt; ukončily veškerou aktivní agresi mezi bahrajnskými Araby a Židy.“
K roku 2007 čítá židovská populace v Bahrajnu 36 osob. V současné době pokračuje náboženská tolerance vůči Židům a to především díky politice bahrajnského krále Hamad ibn Isa Al Kalífa. Bahrajnským Židům je zakázáno cestovat do Izraele a do roku 2004 byl ze strany tohoto ostrovního státu vyhlášen bojkot izraelskému zboží, čemuž zamezila dohoda o volném obchodu se Spojenými státy.